# 藤井一行
藤井 一行（ふじい かずゆき、1933年3月30日 - 2015年12月25日 ）は、日本の政治学者、ロシア思想史学者、富山大学名誉教授。

## 経歴・人物
宮城県鬼首村（現大崎市）生まれ。1951年岩手県立黒沢尻高等学校卒業、東京外国語大学ロシア語学科入学。3年生に進級したあと、肺結核のため2年間休学。1957年同大学卒業。同年、一橋大学大学院社会学研究科入学、金子幸彦に師事。1965年一橋大学大学院博士課程満期退学。1967年、札幌大学外国語学部ロシア語学科助教授。1972年金沢大学教養部助教授（ロシア語）。1978年富山大学人文学部教授（ロシア語ロシア文学コース担当）。1998年、富山大学を定年退官、名誉教授。
19世紀ロシアの民主主義思想、20世紀初頭のロシア・マルクス主義（とりわけレフ・トロツキー）、スターリン主義体制、北朝鮮体制などを研究してきた
。

## 著書

### 単著
- 『社会主義と自由』青木書店、1976年
- 『民主集中制と党内民主主義 : レーニン時代の歴史的考察』青木書店、1978年
- 『反逆と真実の魂 : ベリンスキイの生涯と思想』青木書店、1980年
- 『共産党組織のペレストロイカ』窓社、1989年
- 『レーニン「遺書」物語 背信者はトロツキイかスターリンか』教育史料出版会 1990年
- 『新ロシア革命 エリツイン政権の基本的性格』窓社 1992年
- 『翻訳の品格 "新訳"にだまされるな』著者自家出版会 2012年

### 共編著
- 中野徹三, 高岡健次郎共編著『スターリン問題研究序説』大月書店、1977年
- 『知られざるエリツィン ロシア史上初の大統領』編 窓社 窓ブックレット 1991年
- 『新ロシアの基本問題 エリツィンは訴える』編著 窓社 窓ブックレット 1992年
- 稲田明子共編『勝野金政著作集』日露電脳センター、2001年頃
- 中野徹三共編著『拉致・国家・人権 ― 北朝鮮独裁体制を国際法廷の場へ』大村書店、2003年

### 翻訳
- センベーヌ・ウスマン『セネガルの息子』新日本出版社、1963年　のち文庫
- センベーヌ・ウスマン『神の森の木々』新日本出版社、1965年（世界革命文学選）
- プーシキン「スペードの女王」『世界文学全集』筑摩書房、1967年
- アナトリー・ルナチャルスキー『芸術表現の自由と革命』編訳 大月書店 1975年
- レフ・トロツキー『新路線』柘植書房、1989年
- レフ・トロツキー『ソ連はどこへ　裏切られた革命』窓社、1988年、のち岩波文庫、1992年
- レフ・トロツキー 志田昇共訳『社会主義と市場経済 : ネップ論』大村書店、1992年
- レフ・トロツキー『ロシア革命史』岩波文庫全5冊、2000年-2001年